# Christ Church Burial Ground
Le Christ Church Burial Ground de Philadelphie, en Pennsylvanie, est un important cimetière de l'histoire des États-Unis situé dans le parc national historique de l'indépendance.
Le cimetière appartient à l'église anglicane de Christ Church. Fondée en 1695, cette dernière est le lieu de culte pour de nombreux participants de la guerre d'indépendance des États-Unis dont George Washington. Le cimetière, créé en 1719, est situé à proximité de l'édifice et il est encore en activité.
Il est le lieu de sépulture de cinq signataires de la Déclaration d'indépendance des États-Unis : Benjamin Rush, Francis Hopkinson, Joseph Hewes, George Ross et, le plus notable, Benjamin Franklin (accompagné de sa femme Deborah). Jeter quelques centimes sur la tombe de Franklin est une vieille tradition de la ville.
Le cimetière est inscrit au Registre national des lieux historiques.

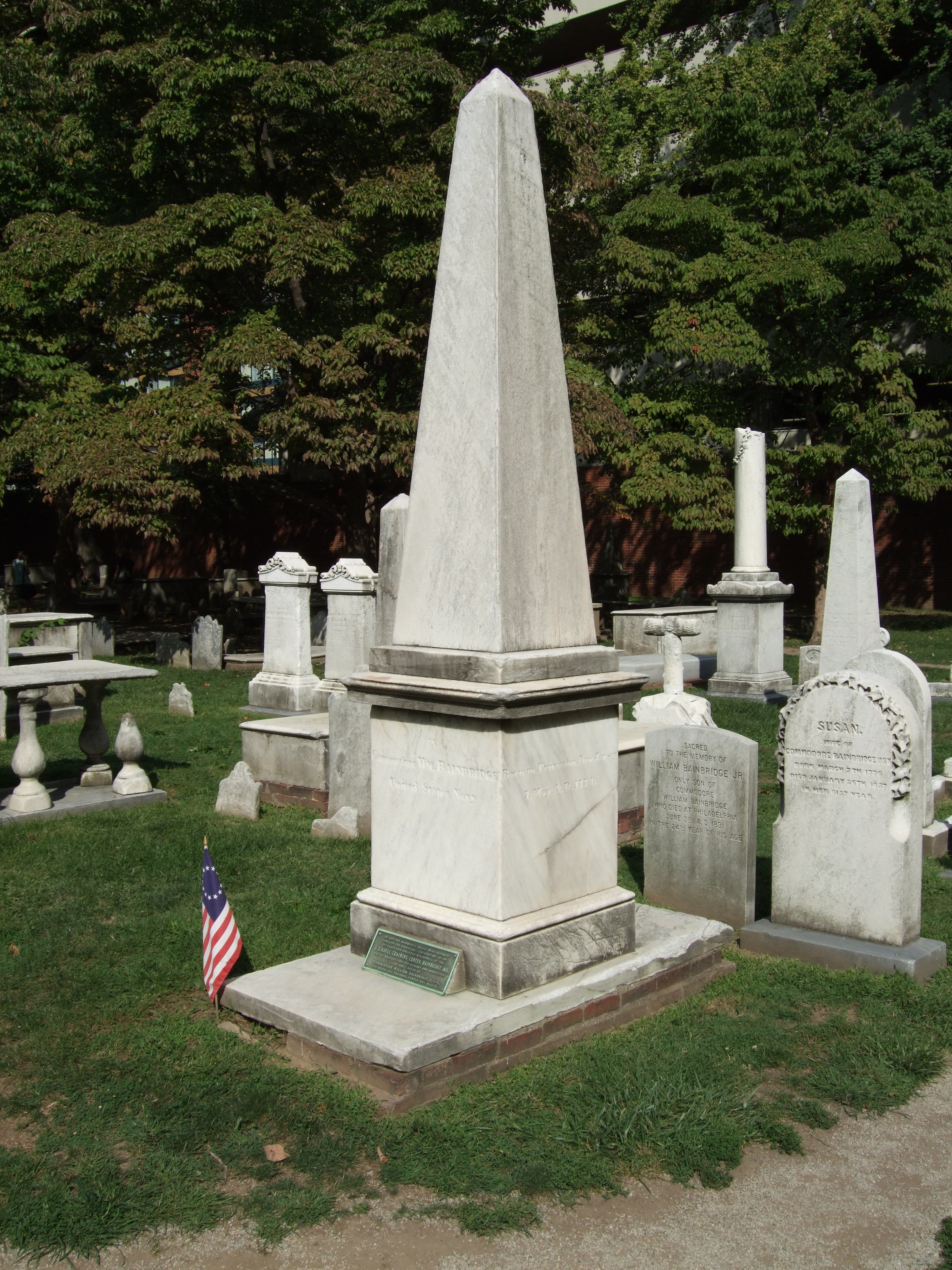
Tombe de William Bainbridge.